# Лесняк Омелян
Омелян Лесняк (Лисняк 24 квітня 1882, с. Стецева, нині Снятинський район — 1953?, Відень?) — український військовий діяч, командир куреня Легіону УСС, отаман Української Галицької Армії.

## Біографія

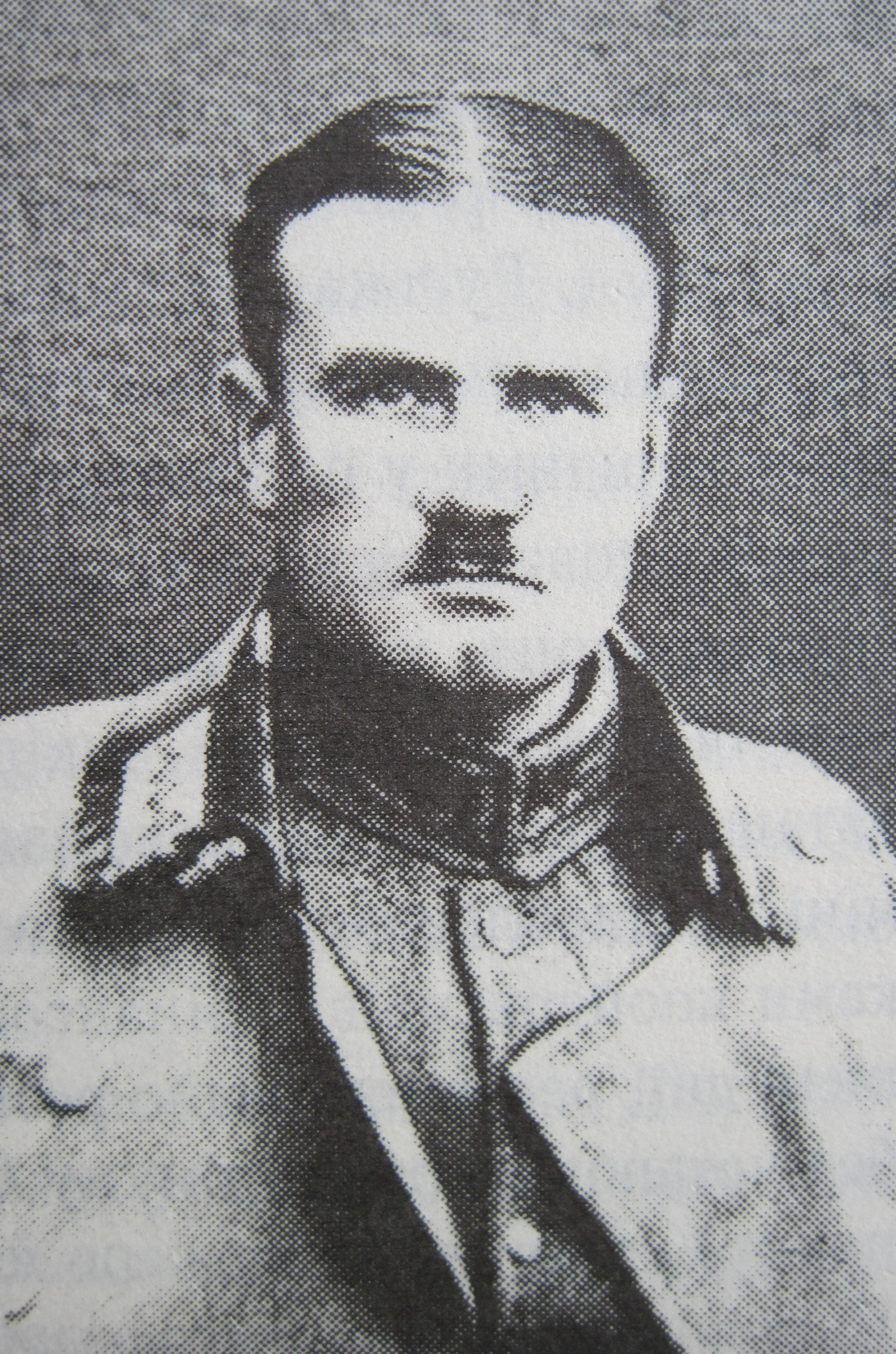
Отаман УГА Омелян Лисняк

Омелян Лесняк народився 24 квітня 1882 року в с. Стецева Снятинського повіту на Станіславівщині, нині Снятинський район, Івано-Франківська область, Україна (за іншими даними, у Городенці).
У роки Першої світової війни 1914-18 — капітан (гауптман) австрійської армії. З березня 1916 — у складі Легіону Українських Січових Стрільців. У вересні 1916 р. командував першим куренем УСС (входив до складу I-го полку Легіону УСС), який вів кровопролитні бої проти російських військ у районі Лисоні. 30 вересня 1916 р. потрапив у полон, де перебував до 1918 року.
Під час українсько-польської війни 1918—1919 служив в Українській Галицькій Армії. У 1919 р. був призначений командантом Золочівської військової округи, з кінця червня 1919 — командант 3-ї бригади УГА.
У листопаді 1919 р. Лесняк за дорученням Начальної Команди УГА (генерала Мирона Тарнавського) вів переговори з представниками Добровольчої Армії генерала А. Дєнікіна про умови перемир'я. 1 листопада 1919 р. під час переговорів у штабному вагоні генерала Добровольчєскої армії Я. Слащьова на залізничній станції Гайсина під час переговорів висунув умови: припинити бойові дії, у випадку переходу УГА на сторону Добрармії не використовувати проти Армії УНР, надати УГА меддопомогу, відпочинок.
Після завершення національно-визвольних змагань 1917—1921 роках жив в еміграції у Чехо-Словаччині та Австрії.
У 1946 році схоплений співробітниками НКВС СРСР. Подальша доля невідома. За деякими даними, згодом вийшов з ув'язнення і повернувся до Відня, де помер.